# Großer Mützelburger See
Der Große Mützelburger See, polnisch Jezioro Myśliborskie Wielkie, ist ein See in der nordöstlichen Ueckermünder Heide in Mecklenburg-Vorpommern und der Woiwodschaft Westpommern. Die deutsch-polnische Staatsgrenze teilt den See in Nord-Süd-Richtung.
Die Fläche des Sees beträgt etwa 114 Hektar und seine größte Tiefe 2,8 Meter. Der deutsche Teil mit einer Größe von 56 Hektar gehört zur Gemeinde Luckow im Landkreis Vorpommern-Greifswald. Der polnische Teil mit 58 Hektar befindet sich in der Gmina Nowe Warpno im Powiat Policki, wo er gleichzeitig der größte Süßwassersee im Gemeindegebiet ist. Die Wasseroberfläche liegt 4,5 m ü. NHN.
Der See hat seinen Namen von der heute polnischen Ortschaft Groß Mützelburg (polnisch Myślibórz Wielki), die sich südöstlich des Sees befindet und wird daher gelegentlich auch als Groß Mützelburger See bezeichnet. Über einen Graben ist der See mit dem Jezioro Myśliborskie Małe (deutsch Kleiner Mützelburger See) verbunden.
Im Norden bildet die Mützelburger Beeke den natürlichen Abfluss des Sees und mündet in den Neuwarper See. Durch ein Stauwehr am Auslauf des Großen Mützelburger Sees in die Beeke wurde bis 2007 der Wasserstand reguliert. Aufgrund des maroden Zustandes drohte ein Versagen des Wehres, das auch eine ökologische Barriere darstellte. Daher wurde es 2007/08 durch eine aus sieben Überlaufschwellen bestehende Sohlgleite ersetzt, die die ökologische Durchgängigkeit des Gewässers gewährleistet.